# Landtagswahlkreis Mannheim I (1976–1988)
Der Wahlkreis Mannheim I (Wahlkreis 35) war ein Landtagswahlkreis in Baden-Württemberg, der von der Landtagswahl 1976 bis zur Landtagswahl 1988 bestand. Er umfasste die Mannheimer Stadtbezirke Feudenheim, Innenstadt, Jungbusch-Mühlau, Luzenberg, Neckarstadt und Neuostheim.

## Geschichte
Die Grenzen der Landtagswahlkreise wurden nach der Gebietsreform in Baden-Württemberg von 1968 bis 1975 und der Kreisgebietsreform von 1973 zur Landtagswahl 1976 grundlegend neu zugeschnitten. Der neue Wahlkreis Nr. 35, Mannheim I, entsprach dabei im Wesentlichen dem früheren Wahlkreis Nr. 31, Mannheim-Stadt 1, der von der Landtagswahl 1956 bis zur Landtagswahl 1972 bestanden hatte.
Zur Landtagswahl 1992 wurde der Stadtkreis Mannheim in zwei statt bisher drei Wahlkreise aufgeteilt. Der bisherige Wahlkreis 37, Mannheim III, und der größte Teil des bisherigen Wahlkreises 35, Mannheim I, wurden dabei im Wesentlichen zum neuen Wahlkreis 36, Mannheim II, zusammengefasst.

## Abgeordnete 1976 bis 1992
Bei den Landtagswahlen in Baden-Württemberg hat jeder Wähler eine Stimme, mit der sowohl der Direktkandidat als auch die Gesamtzahl der Sitze einer Partei im Landtag ermittelt werden. Dabei gibt es keine Landes- oder Bezirkslisten, stattdessen werden zur Herstellung des Verhältnisausgleichs unterlegenen Wahlkreisbewerbern Zweitmandate zugeteilt.
Den Wahlkreis Mannheim I vertraten von 1976 bis 1992 folgende Abgeordnete im Landtag:
| Partei | Art des Mandats | Abgeordnete                                      |
| ------ | --------------- | ------------------------------------------------ |
| CDU    | Erstmandat      | Josef Bugl 1976                                  |
| SPD    | Erstmandat      | Walter Spagerer 1980, 1984 Rolf Seltenreich 1988 |
| SPD    | Zweitmandat     | Walter Spagerer 1976                             |